# Pingvini sa Madagaskara
Pingvini sa Madagaskara (енгл. The Penguins of Madagascar) je američka animirana serija koja se emituje na kanalu Nikelodеon. Serija je nastala kao spinof serijala animiranih filmova Madagaskar. Prva epizoda "Gone in a Flash" (Blic Nestanak) emitovana je 29. novembra 2008. godine pre crtanog filma Sunđer Bob Kockalone. Serija je postala stalna 28. marta 2009. godine. U Srbiji serija je premijerno emitovana 2009. godine na kanalu B92, sinhronizovana na srpski jezik. Sinhronizaciju je radila TV B92. U Srbiji, Crnoj Gori, Bosni i Hercegovini i Republici Makedoniji, serija je u aprilu 2013. godine počela da se emituje i na kanalu  Nickelodeon, a od septembra 2017. godine i na O2.TV. Radnja serije se odvija posle drugog nastavka filma Madagaskar 2: Beg u Afriku. Ova serija ima 3 sezone, i 149 epizoda. Premijeru serije je pratilo 6,1 miliona gledalaca. Dana 26. novembra 2014. je bila premijera filma Pingvini sa Madagaskara u svetu.

## Likovi
- Major je glavni pingvin pingvinske armije. On i najmanju slučajnost pretvara u zaveru. Mrzi lemure, i naređuje svima. Voli da daje nadimke lemurima. Najčešće Džulijana zove Reponja, a Smora Tužnooki
- Kovalski je pingvin naučnik, on je najpametniji pingvin na svetu. Izmišlja izume koji na kraju budu opasni po celu planetu i čitav svemir. On je drugi u ovoj četi.
- Riko voli da sve stvari diže u vazduh. Njegova omiljena reč je Kabum. Njegovi omiljeni zvuci su zvuci bombe i dinamita. U njegovom stomaku se nalazi oko milion bitnih i nebitnih stvari koje on povrati ako mu nešto treba. Ima "devojku" Barbiku.On je treći u ovoj pingvinskoj četi.
- Vojnik je po činu najslabiji u četi. Zove se Vojnik, on je vojnik i kad poraste biće vojnik. Veoma je dobar, pravedan, sladak i mazan. Voli da gleda 'Jednoroge' u 08 h ujutru. Četvrti je u četi.
- Kralj Džulijan XIII je prstenorepi lemur koji misli da je kralj, i da je lemur plave krvi. Moris i Smor su njegove sluge. On se podsmeva pingvinima. Stalno traži pomoć od pingvina. Ne veruje u Boga, on veruje u duhove neba. Kako on kaže, njegov ritam je u njegovoj guzi i voli da kako on to zove ,,kongaga
- Moris je Aj-aj lemur. Glavni je Džulijanov sluga. Voleo bi da se otarasi Džulijana. Prilikom služenja, uvek se trudi da mu napakosti, ali mu to ne ide, i dobije još više posla.
- Smor je mišiji lemur koji voli stopala kralja Džulijana i voli Džulijana samo zbog stopala. Sve što Džulijan predloži on kaže da mu se to sviđa ili da voli taj predmet. On je najmlađa i najgluplja životinja u zoološkom vrtu.
- Marlena je patuljasta vidra, drugarica pingvina i lemura. Ne voli baš sve vojne operacije koje izmisle pingvini. Ne trpi previše lemure. Rođena je u zatočeništvu i zbog toga uvek podivlja kad se nađe izvan zoo vrta.
- Žile (Živorad) je nema šimpanza. Ne ume da govori i komunicira pokretima ruke. On je jedina životinja koja zna čitati u Zoo-Vrtu.
- Hasa je šimpanza koja prevodi ostalim životinjama Žiletove pokrete kad treba nešto da se pročita. Živi u istoj nastambi kao i Žile.
- Fred je veverica koja je najgluplja životinja izvan zoo vrta. Uvek pomaže pingvinima. U jednoj epizodi je čak bio i u vezi sa Marlenom.
- Alisa je zla čuvarka zoo vrata. Uopšte ne brine za životinje i mrzi decu. Pingvini je uvek prevare kada im trebaju dokumenti o životinjama koje dolaze u zoo-vrt.
- Doktor Disaljka je delfin koji se zapravo zove Flipi. Ima sestru delfinku Doris. On je najveći smrtni neprijatelj pingvina. Par puta ih je zarobio. Jednom je čak izbrisao Majoru pamćenje i bacio ga u Atlantik. Posle toga je Major njemu obrisao pamćenje i odveo ga u bazen gde je odrastao i izvodio tačke za ljude pre nego sto je postao zao.
- Doris je delfinka koja živi u Atlantskom okeanu. U nju je zaljubljen pingvin Kovalski. Ona ima brata Dr Disaljku, tj. Flipija. Kovalski misli da joj se ne sviđa, ali ipak kasnije Doris priznaje da joj se Kovalski oduvek sviđao.
- Hans je arktička njorka. On je drugi najveći neprijatelj. Zbog njega Major ne sme da kroči u Dansku.

## Zanimljivosti srpske sinhronizacije
U srpskoj sinhronizaciji su imena i većina pojmova prevedeni na srpski jezik. U nekim epizodama, njujorški zoološki vrt (glavno mesto dešavanja) je predstavljen kao beogradski zoološki vrt, ali samo u retkim slučajevima. Zoološki vrt u Hobokenu je u prvoj sezoni i u prvom delu druge sezone bio predstavljen kao jagodinski zoološki vrt, ali u drugom delu druge sezone i u trećoj sezoni je korišćen originalni naziv. U jednoj epizodi Nju Džerzi je zvan Pančevo. Imena skoro svih likova su lokalizovana na srpski. Za razliku od ostalih crtanih filmova koje je sinhronizovala produkcijska kuća B92 uvodna špica je lokalizovana latiničnim pismom, što uključuje imena likova i logotip.

## Uloge
| Ime          | Glas                                               | Srpski glas                                               |
| ------------ | -------------------------------------------------- | --------------------------------------------------------- |
| Major        | Tom Makgrat                                        | Dimitrije Stojanović                                      |
| Kovalski     | Džef Benet                                         | Bojan Žirović                                             |
| Riko         | Džon Dimadžio                                      | Đole Rahaja                                               |
| Vojnik       | Džejms Patrik Stjuart                              | Bojan Žirović                                             |
| Džulijan     | Deni Džejkobs                                      | Žika Milenković                                           |
| Moris i Smor | Kevin Majkl Ričardson (Moris) i Endi Rihter (Smor) | Dimitrije Stojanović (Moris) i Vladislava Đorđević (Smor) |
| Marlena      | Nikol Salivan                                      | Vladislava Đorđević                                       |
| Mejson       | Frenč Stuart (Mejson)                              | Bojan Žirović (Mejson)                                    |
| Fred         | Kevin Makdonald                                    | Nikola Gregović Greg                                      |
| Alisa        | Meri Šer                                           | Vladislava Đorđević                                       |
| Dr. Disaljka | Nil Patrik Haris                                   | Mladen Andrejević                                         |
| Doris        | Tara Strong                                        | Vladislava Đorđević                                       |
| Hans         | Ričard Kind                                        | Miloš Maksimović                                          |